# Saint-Genis-du-Bois
Saint-Genis-du-Bois is een plaats en  voormalige gemeente in het Franse departement Gironde in de regio Nouvelle-Aquitaine en telt 98 inwoners (2009). De plaats maakt deel uit van het arrondissement Langon.

## Geshiedenis
Op 1 januari 2025 is Saint-Genis-du-Bois aangehecht aan de gemeente Porte-de-Benauge.

## Geografie
De oppervlakte van Saint-Genis-du-Bois bedraagt 2,4 km², de bevolkingsdichtheid is dus 40,8 inwoners per km².

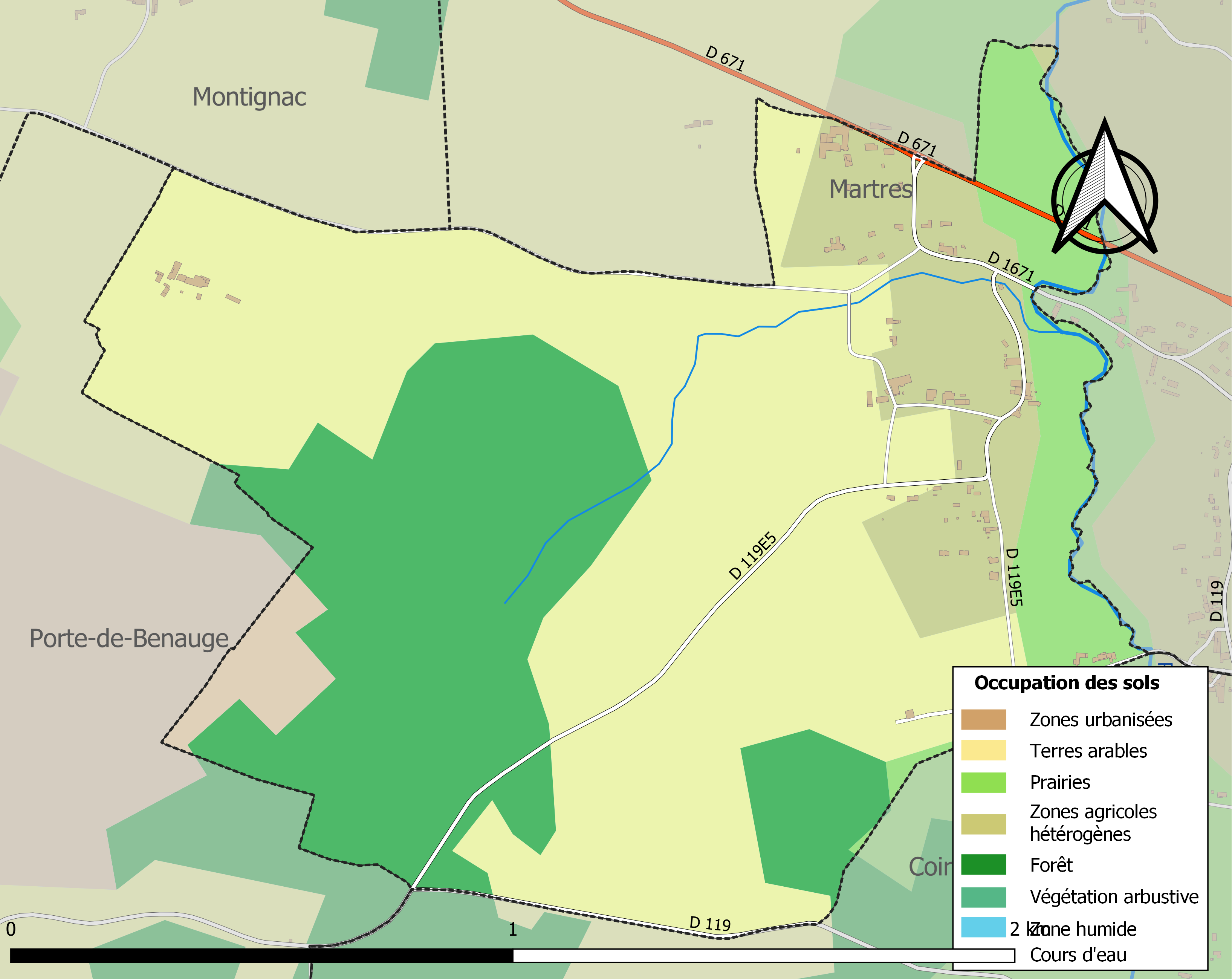
Kaart van de gemeente met de belangrijkste infrastructuur, bodemgebruik en omliggende gemeenten

## Demografie
Onderstaande figuur toont het verloop van het inwonertal (bron: INSEE-tellingen).